# دن هلدر
شهر دن هلدر (به هلندی: Den Helder) در هلند شمالی در کشور هلند واقع شده‌است. جمعیت این شهر ۵۷٫۸۳۶ نفر  است.